# Anna Kalinskaja
| jaar | rang enkelspel | rang dubbelspel |
| ---- | -------------- | --------------- |
| 2015 | 681            | 620             |
| 2016 | 199            | 154             |
| 2017 | 146            | 133             |
| 2018 | 169            | 121             |
| 2019 | 100            | 81              |
| 2020 | 114            | 105             |
| 2021 | 110            | 90              |
| 2022 | 58             | 78              |
| 2023 | 77             | 76              |
| 2024 | 14             | 139             |

Anna Nikolajevna Kalinskaja (Russisch: Анна Николаевна Калинская) (Moskou, 2 december 1998) is een tennisspeelster uit Rusland. Kalinskaja begon met tennis toen zij vijf jaar oud was. Haar favoriete ondergrond is hardcourt. Zij speelt rechtshandig en heeft een tweehandige backhand. Zij is actief in het internationale tennis sinds 2015.

## Loopbaan

### Junioren
Driemaal stond Kalinskaja in de finale van een grandslamtoernooi:
- op Roland Garros 2015 verloor zij in het meisjesenkelspel van de Spaanse Paula Badosa Gibert
- op het US Open 2015 verloor zij in het meisjesdubbelspel, samen met landgenote Anastasija Potapova
- op het Australian Open 2016 won zij de titel in het meisjesdubbelspel, met de Slowaakse Tereza Mihalíková aan haar zijde.

### Enkelspel
Kalinskaja debuteerde in 2015 op het ITF-toernooi van Sunrise (Florida). Later dat jaar stond zij voor het eerst in een finale, op het ITF-toernooi van Antalya (Turkije) – zij verloor van de Chinese Lu Jiajing. In 2016 veroverde Kalinskaja haar eerste titel, op het ITF-toernooi van Şımkent (Kazachstan), door de Wit-Russin Ilona Kremen te verslaan. Tot op heden(augustus 2025) won zij zeven ITF-titels, de meest recente in 2019 in Saint-Gaudens (Frankrijk).
In 2016 speelde Kalinskaja voor het eerst op een WTA-hoofdtoernooi, op het toernooi van Moskou. Op het WTA-toernooi van Kuala Lumpur 2017 behaalde zij haar eerste partijwinst op een WTA-hoofdtoernooi – zij versloeg Française Caroline Garcia (WTA-24).
Eind september 2019 kwam zij binnen in de top 100 van de wereldranglijst.
Kalinskaja stond in oktober 2023 voor het eerst in een WTA-finale, op het WTA 125-toernooi van Tampico – zij verloor van de Amerikaanse Emina Bektas. De week erna veroverde Kalinskaja haar eerste WTA-titel, op het WTA 125-toernooi van Midland, door de Kroatische Jana Fett te verslaan.
Eind januari 2024 klom Kalinskaja naar de mondiale top 50. In juni bereikte zij de finale van het WTA 500-toernooi van Berlijn – daarmee trad zij toe tot de top 20 van de wereldranglijst.
Haar beste resultaat op de grandslamtoernooien is het bereiken van de kwartfinale op het Australian Open 2024. Haar hoogste notering op de WTA-ranglijst is de 11e plaats, die zij bereikte in oktober 2024.

### Dubbelspel
Kalinskaja was in het dubbelspel minder actief dan in het enkelspel. Zij debuteerde in 2015 op het ITF-toernooi van Sunrise (Florida), samen met de Amerikaanse Katerina Stewart – hier veroverde zij meteen haar eerste titel, door het Braziliaanse duo Paula Cristina Gonçalves en Beatriz Haddad Maia te verslaan. Tot op heden(augustus 2025) won zij negen ITF-titels, de meest recente in 2018 in Croissy-Beaubourg (Frankrijk).
In 2016 speelde Kalinskaja voor het eerst op een WTA-hoofdtoernooi, op het toernooi van Moskou, samen met landgenote Olesja Pervoesjina. Zij bereikten er de tweede ronde. Zij stond in 2019 voor het eerst in een WTA-finale, op het toernooi van Sint-Petersburg, samen met de Slowaakse Viktória Kužmová – zij verloren van het Russische koppel Margarita Gasparjan en Jekaterina Makarova. Drie maanden later veroverde Kalinskaja haar eerste WTA-titel, op het toernooi van Praag, weer samen met Kužmová, door het koppel Nicole Melichar en Květa Peschke te verslaan. Tot op heden(augustus 2025) won zij vier WTA-titels, de meest recente in 2025 op het WTA 1000-toernooi van Madrid, samen met de Roemeense Sorana Cîrstea.
Haar beste resultaat op de grandslamtoernooien is het bereiken van de kwartfinale, eenmaal op het Australian Open 2023, samen met de Amerikaanse Caroline Dolehide en andermaal op Wimbledon 2025, aan de zijde van de Roemeense Sorana Cîrstea. In februari 2023 kwam zij binnen in de top 50 van de wereldranglijst. Haar hoogste notering op de WTA-ranglijst is de 37e plaats, die zij bereikte in augustus 2025.

### Tennis in teamverband
In de periode 2017–2020 maakte Kalinskaja deel uit van het Russische Fed Cup-team – zij behaalde daar een winst/verlies-balans van 2–2. Met haar overwinning in het dubbelspel tijdens de eerste ronde van 2017 Wereldgroep II droeg zij bij aan de winst op Taiwan, waardoor het team door kon naar de Wereldgroep I play-offs. Haar overwinning in het dubbelspel tijdens de kwalificatieronde van Fed Cup 2020 was doorslaggevend voor de winst op Roemenië, waardoor het team door kon naar het Wereldgroep-eindtoernooi.

## Palmares
| Legenda                 |
| ----------------------- |
| Grandslamtoernooi       |
| Olympische Spelen       |
| Year-End Championships  |
| Premier Mandatory       |
| Premier Five / WTA 1000 |
| Premier / WTA 500       |
| International / WTA 250 |
| Challenger / WTA 125    |

### Overwinningen op een regerend nummer 1
Kalinskaja heeft tot op heden éénmaal een partij tegen een op dat ogenblik heersend leider van de wereldranglijst gewonnen (peildatum 23 februari 2024):
| nr. | datum      | toernooi  | ronde        | tegenstandster | score    |         |
| --- | ---------- | --------- | ------------ | -------------- | -------- | ------- |
| 1.  | 2024-02-23 | WTA Dubai | halve finale | Iga Świątek    | 6-4, 6-4 | details |

### WTA-finaleplaatsen enkelspel
| nr.              | finale     | toernooi       | ondergrond    | tegenstandster   | score         |         |
| ---------------- | ---------- | -------------- | ------------- | ---------------- | ------------- | ------- |
| gewonnen finales |            |                |               |                  |               |         |
| 1.               | 2023-11-05 | WTA Midland    | hardcourt (i) | Jana Fett        | 7-5, 6-4      | details |
| verloren finales |            |                |               |                  |               |         |
| 1.               | 2023-10-29 | WTA Tampico    | hardcourt     | Emina Bektas     | 3-6, 6-3, 6-7 | details |
| 2.               | 2024-02-24 | WTA Dubai      | hardcourt     | Jasmine Paolini  | 6-4, 5-7, 5-7 | details |
| 3.               | 2024-06-23 | WTA Berlijn    | gras          | Jessica Pegula   | 7-6, 4-6, 6-7 | details |
| 4.               | 2025-07-27 | WTA Washington | hardcourt     | Leylah Fernandez | 1-6, 2-6      | details |

### WTA-finaleplaatsen vrouwendubbelspel
| nr.              | finale     | toernooi            | ondergrond    | partner             | tegenstandsters                             | score             |         |
| ---------------- | ---------- | ------------------- | ------------- | ------------------- | ------------------------------------------- | ----------------- | ------- |
| gewonnen finales |            |                     |               |                     |                                             |                   |         |
| 1.               | 2019-05-03 | WTA Praag           | gravel        | Viktória Kužmová    | Nicole Melichar Květa Peschke               | 4-6, 7-5, [10-7]  | details |
| 2.               | 2021-09-19 | WTA Portorož        | hardcourt     | Tereza Mihalíková   | Aleksandra Krunić Lesley Pattinama-Kerkhove | 4-6, 6-2, [12-10] | details |
| 3.               | 2022-02-13 | WTA Sint-Petersburg | hardcourt (i) | Caty McNally        | Alicja Rosolska Erin Routliffe              | 6-3, 6-7, [10-4]  | details |
| 4.               | 2025-05-04 | WTA Madrid          | gravel        | Sorana Cîrstea      | Veronika Koedermetova Elise Mertens         | 6-7, 6-2, [12-10] | details |
| verloren finales |            |                     |               |                     |                                             |                   |         |
| 1.               | 2019-02-03 | WTA Sint-Petersburg | hardcourt (i) | Viktória Kužmová    | Margarita Gasparjan Jekaterina Makarova     | 5-7, 5-7          | details |
| 2.               | 2021-02-07 | WTA Melbourne       | hardcourt     | Viktória Kužmová    | Shuko Aoyama Ena Shibahara                  | 3-6, 4-6          | details |
| 3.               | 2022-08-06 | WTA Washington      | hardcourt     | Caty McNally        | Jessica Pegula Erin Routliffe               | 3-6, 7-5, [10-12] | details |
| 4.               | 2023-09-16 | WTA Japan (Osaka)   | hardcourt     | Joelija Poetintseva | Anna-Lena Friedsam Nadija Kitsjenok         | 6-7, 3-6          | details |
| 5.               | 2025-01-04 | WTA Brisbane        | hardcourt     | Priscilla Hon       | Mirra Andrejeva Diana Sjnajder              | 6-7, 5-7          | details |

## Resultaten grandslamtoernooien
| Legenda | Legenda                          |
| ------- | -------------------------------- |
| g.t.    | geen toernooi gehouden           |
| l.c.    | lagere categorie                 |
| –       | niet deelgenomen                 |
| G       | uitgeschakeld in de groepsfase   |
| 1R      | uitgeschakeld in de eerste ronde |
| 2R      | uitgeschakeld in de tweede ronde |
| 3R      | uitgeschakeld in de derde ronde  |
| 4R      | uitgeschakeld in de vierde ronde |
| KF      | uitgeschakeld in de kwartfinale  |
| HF      | uitgeschakeld in de halve finale |
| F       | de finale verloren               |
| W       | het toernooi gewonnen            |
| w-v     | winst/verlies-balans             |

### Enkelspel
| toernooi        | 2018 | 2019 | 2020 | 2021 | 2022 | 2023 | 2024 | 2025 |
| --------------- | ---- | ---- | ---- | ---- | ---- | ---- | ---- | ---- |
| Australian Open | 1R   | 1R   | 1R   | –    | –    | 1R   | KF   | –    |
| Roland Garros   | –    | –    | 1R   | –    | 1R   | –    | 2R   | 1R   |
| Wimbledon       | –    | 1R   | g.t. | 1R   | –    | –    | 4R   | 2R   |
| US Open         | 1R   | 2R   | 2R   | –    | 2R   | 2R   | 3R   |      |

### Vrouwendubbelspel
| toernooi        | 2018 | 2019 | 2020 | 2021 | 2022 | 2023 | 2024 | 2025 |
| --------------- | ---- | ---- | ---- | ---- | ---- | ---- | ---- | ---- |
| Australian Open | –    | –    | 1R   | 3R   | –    | KF   | 3R   | –    |
| Roland Garros   | 1R   | –    | 1R   | 1R   | 2R   | –    | 2R   | –    |
| Wimbledon       | –    | –    | g.t. | 2R   | –    | –    | –    | KF   |
| US Open         | –    | 3R   | –    | 1R   | 1R   | 1R   | 2R   |      |